# Чернобог
Чернобог (Czorneboh, Czernebog) — в мифологии балтийских славян злой бог, приносящий несчастье.
Некоторыми учёными реконструируется пара Белобог/Чернобог, которая представляет собой противопоставление «светлое/тёмное», «добро/зло», «счастье/несчастье».

## В мифологии
В «Славянской хронике» XII века Гельмольд описал ритуал, связанный с Чернобогом у современных ему западных славян:

Есть у славян удивительное заблуждение. А именно: во время пиров и возлияний они пускают вкруговую жертвенную чашу, произнося при этом, не скажу благословения, а скорее заклинания от имени богов, а именно, доброго бога и злого, считая, что все преуспеяния добрым, а все несчастья злым богом направляются. Поэтому злого бога они на своём языке называют дьяволом, или Чернобогом, то есть чёрным богом.
Оригинальный текст (лат.)Est autem Slavorum mirabilis error; nam in conviviis et compotacionibus suis pateram circumferunt, in quam conferunt, non dicam consecracionis, sed execracionis verba sub nomine deorum, boni scilicet atque mali, omnem prosperam fortunam a bono deo, adversam a malo dirigi profitentes. Unde etiam malum deum lingua sua Diabol sive Zcerneboch, id est nigrum deum, appellant.

Борьбу Чернобога и Белобога упоминает автор «Истории Каменской епархии» XVII века:

Отсюда злого бога Дьяволом и Чернобогом, то есть Чёрным богом, доброго же Белбогом, то есть белым богом называли. Фигуру этого идола, высеченную в камне, можно поныне видеть на Руяне, на полуострове Виттов, в народе именуемую как Виттольд, как бы «Древний Вит». С большой головой, густой бородой он скорее выглядит чудовищем, чем вымышленным богом.
При этом Белобог выступает как второе имя Вита (Святовита), храм которого располагался в городе Арконе на острове Рюгене (Руяне). Чернобога упоминает Пётр Альбин в «Миснейской хронике» 1590 года:

Славяне для того почитали Чернобога, как злое божество, что они воображали, будто всякое зло находится в его власти, и потому просили его о помиловании, они примиряли его, дабы в сей или загробной жизни не причинил он им вреда.
Упоминает Чернобога и сербо-лужицкий этнограф Абрахам Френцель (1696).
Упоминается в оригинальной версии гимна лужицких сербов Rjana Łužica c аллюзией на холм Чорнобог.
| Верхнелужицкий язык | Русский перевод |
| --- | --- |
| Bitwu bijachu, horcu, železnu, něhdy serbscy wótcojo, wójnske spěwy spěwajo. Štó nam pójda waše spěwy? Boha čorneho, stare kralestwo rapak nětko wobydli, stary moch so zeleni, na skale, kiž wołtar běše | Битвы горячие, скованные из железа, воспевались нашими предками в их военных песнях. Кто теперь споёт нам ваши песни? Бога чёрного из древнего царства, ставшего обиталищем ворона, старый алтарь стал просто камнем, поросшим зелёным мхом. |

## В массовой культуре
- В «Айвенго» Вальтера Скотта Ульрика, дочь сакса Торкиля Вольфгангера, в момент свершения мести упоминает Чернобога (Зернебока): «Точите мечи! Ворон кричит! Факел зажги! Ревет Зернебок…» и т. д.
- Персонаж книги Нила Геймана «Американские боги» и одноимённого сериала от телеканала Starz (персонаж появился во второй серии первого сезона, 2017, в исполнении Петера Стормаре).
- В сборнике «Сказки и легенды» Иоганна Карла Августа Музеуса (сказка «Либуша») злой сербский король носит имя Цорнебок[2][значимость факта?].
- В российском телевизионном сериале «Страх над Невой» (канал НТВ, 2024) основной побудительный мотив совершения преступлений — поклонение и принесение жертвы Чернобогу.
- Чернобог — игровой персонаж в игре «Smite».